# Antistasea fimbriata
Antistasea fimbriata är en tvåvingeart som beskrevs av Bischof 1904. Antistasea fimbriata ingår i släktet Antistasea och familjen parasitflugor. Inga underarter finns listade i Catalogue of Life.